# شیمو فورنر
شیمو فورنر (انگلیسی: Ximo Forner؛ زادهٔ ۲۷ ژانویهٔ ۱۹۹۰) بازیکن فوتبال اهل اسپانیا است.
از باشگاه‌هایی که در آن بازی کرده‌است می‌توان به باشگاه فوتبال لاریسا اشاره کرد.